# Шокова терапия (икономика)
Вижте пояснителната страница за други значения на Шокова терапия.
Шокова терапия в икономиката означава внезапното освобождаване на контрола върху цените и валутата, оттегляне на държавните субсидии и незабавна либерализация на търговията в дадена страна, включително широкообхватна приватизация на държавни активи.
Терминът шокова политика принадлежи на Милтън Фридман. С времето той става част от група икономически, обединени в понятието икономически либерализъм. Самото понятие шокова терапия е на Джефри Сакс. разликата между двете понятия е само в степента на икономическа либерализация. Идеите на Сакс са свързани с изучаването на исторически периоди на монетарни и икономически кризи и с извода, че решителни действия могат да сложат край на монетарния хаос за кратко време.
За първо прилагане на шоковата терапия се считат неолибералните пазарни реформи в Чили през 1975 г. по време на военния преврат на Пиночет. По онова време те са наречени шокова политика от Милтън Фридман и се основават на либералните икономически идеи на Чикагската школа.
Истинското утвърждаване на термина е след успешното преодоляване на хиперинфлацията в Боливия през 1985 г., извършено от Гонсало Санчес де Лосада според идеите на Сакс. По-точно, Лосада и Сакс се позовават на опита на Западна Германия през 1947–48 г., когато контролът върху цените и държавната подкрепа са прекратени в много кратък период от време и така се дава старт на икономиката и приключване на прехода ѝ от авторитарното следвоенно състояние.
След 1970-те години икономическият либерализъм се утвърждава и либералната шокова терапия се използва все по-често като отговор на икономически кризи, например от Международния валутен фонд (МВФ) по време на азиатската финансова криза през 1997 г. Въпреки това тя остава спорна, като привържениците и твърдят, че тя прекратява икономическите кризи, стабилизира икономиката и поставя начало на растеж, а противниците (например Джоузеф Щиглиц) смята, че тя ненужно ги задълбочава  и създава ненужни социални несгоди.
Идеите на Сакс са приложени към пост-комунистическите държави при техния преход към капиталистическа система със смесени резултати. Някои от страните, използвали шокова терапия, като Полша и Чехия, се справят по-добре от онези, които не са я използвали. За разлика от тях, Китай прави успешен преход постепенно. Според Истърли  успешните пазарни икономики се основават на законова рамка, регулиране и утвърдени практики, които обаче не могат да бъдат създадени мигновено в общество, което преди това е било авторитарно, силно централизирано и с държавна собственост върху средствата за производство.